# أنخيل كابريرا (لاعب كرة قدم)
أنخيل كابريرا (بالإسبانية: Ángel Rubén Cabrera)‏ (9 أكتوبر 1939 في الأوروغواي - 15 نوفمبر 2010 في الأوروغواي) هو لاعب كرة قدم أوروغواني في مركز الوسط، شارك في كأس العالم 1962. وشارك مع منتخب الأوروغواي لكرة القدم. أما مع النوادي، فقد لعب مع بنيارول ومونتيفيديو واندررز ونادي إيميلك ونادي دانوبيو ونيولز أولد بويز وHuracán Buceo ‏.

## وصلات خارجية
- أنخيل كابريرا على موقع الاتحاد الدولي (مؤرشف)  (الإنجليزية)
- أنخيل كابريرا على موقع الاتحاد الأوربي (الإنجليزية)
- أنخيل كابريرا على موقع قاعدة بيانات كرة القدم.إي يو (الإنجليزية)
- أنخيل كابريرا على موقع ناشيونال فوتبول تيمز (الإنجليزية)
- أنخيل كابريرا على موقع عالم كرة القدم.نت (الإنجليزية)